# Антре (остров)
Антре (фр. Île-d’Entrée) — остров у восточного побережья островов Мадлен, которые входят в состав канадской провинции Квебек. Ширина острова 2 км, длина — 3 км. Остров расположен в 12 км от главного порта Кап-О-Мёль. До острова Антре можно добраться только по морю или по воздуху.
Остров Антре можно определить по его голым скалам. Красивые, нетронутые зелёные холмы являются одной из главных достопримечательностей острова. Биг-Хилл (174 м) — самая высокая точка не только острова, но и всего архипелага. К западному берегу прилегает Голубиная бухта.
В июле 2010 года на острове прошли небольшие военные учения под кодовым названием «SABRE», которые продолжались 18 дней.

## Население
Население острова Антре — менее 130 человек, в основном, шотландского и английского происхождения. На острове есть два магазина, ресторан, англиканская церковь, школа, клиника, музей и почтовое отделение; Bed & Breakfast работает только во время туристического сезона.
Рыболовство — основная отрасль острова, в основном ведётся промысел омаров, но также распространена добыча краба, морских гребешков, улиток, скумбрии, тунца и сельди.

## Школа острова Антре
Здание школы на острове Антре было построено в 1963 году. Школа состоит из трех классных комнат, библиотеки, офиса, столовой и зала. В 2007 году в школе было 18 учащихся (7 девочек и 11 мальчиков). По состоянию на 2013 год в школе обучалось всего два человека. После получения неполного среднего образования, учащиеся могут завершить обучение в английской средней школе в Гросс-Иле, Бонавентуре или Гаспе.

## Транспорт
Паром идёт на остров дважды в день с 1 мая по 31 декабря каждого года. На острове также есть самолет, осуществляющий рейсы с 1 января по 30 апреля.
На островах Мадлен есть три английских поселения: Гросс-Иль, Олд-Гарри и Антре-Айленд.